# Antípaxos

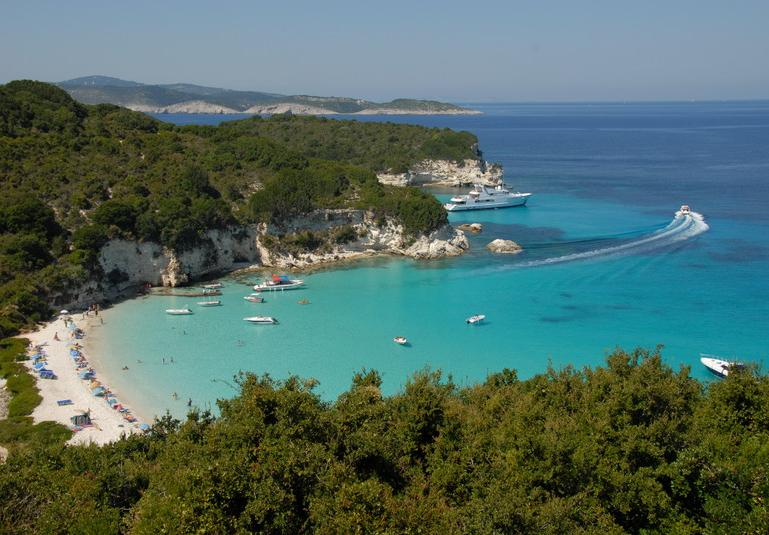
Antípaxos

Antípaxos (grec: Αντίπαξος) és una petita illa grega a la mar Jònica situada aproximadament 5 km al sud de Paxos amb el qual forma el conjunt de les illes Paxi.
Antípaxos té una superfície de només 6,5 km² i les seves viles petites són habitades només a l'estiu. La més gran d'elles és Agrapidià (Αγραπιδιά), que és també l'únic port pel qual es connecta amb Paxos i Corfú. L'illa és plena de vinyes i oliveres. Les seves platges més visitades són Brika, Mesobrika i Butumi. A la part oest s'hi troba l'església de Sant Emilianós.